# Hemiunu
Hemiunu je bio egipatski princ 4. dinastije. Vjeruje se da je bio arhitekt Keopsove piramide.

## Etimologija
| Hm | iwn |

Hemiunuovo ime znači "sluga božji Iunua" (Heliopol).

## Životopis
Hemiunu je bio sin krunskog princa Nefermaata i njegove žene Itet, te unuk faraona Snofrua. Njegovi su roditelji imali još mnogo djece, ali se Hemiunu smatra njihovim najvažnijim djetetom.
Hemiunov je otac bio vezir, te ga je u tom poslu naslijedio i sam Hemiunu. Hemiunu je bio i arhitekt, te svećenik mnogih božanstava. Služio je svom stricu Kufuu, mlađem Nefermaatovu polubratu koji je naslijedio Snofrua. Za svog je strica projektirao Veliku piramidu u Gizi, te je zato nagrađen bogatstvom i ugledom, te je bio jedan od kraljevih miljenika. U Kufuovo je vrijeme vezir bio i Hemiunuov drugi stric, Kanefer.
Hemiunu je premjestio blago i unutarnje organe kraljice Heteferes I. u grobnicu G 7000 X po Kufuovoj naredbi. Heteferes je bila Kufuova majka i Hemiunuova prateta.
Zbog svega toga Hemiunu je bio jedan od najvažnijih ljudi na dvoru, te je nosio naslov "kraljev sin", jer ga je Kufu više smatrao sinom, nego nećakom. Zato ga je posebno i poštovao, što se vidi i u impresivnom Hemiunuovom kipu.
Hemiunu je, čini se, bio potpuno posvećen karijeri, jer se nikada nije oženio ni imao djece, što je u Egiptu bilo vrlo neobično i rijetko.

## Grobnica
Hemiunu je pokopan u mastabi G 4000 u Gizi, blizu Velike piramide. Mastaba je otkrivena 1912.
U mastabi je spomenut Kufu, te je tu pronađen impresivni kip koji prikazuje Hemiunua s velikim grudima, kako sjedi na prijestolju odjeven u jednostavnu tkaninu oko bokova, ali je glava kipa bila bačena na pod mastabe od strane pljačkaša grobnica. Kip je sada popravljen, te se nalazi u Hildesheimu u Njemačkoj.
Godine 1925. je otkriven reljef koji prikazuje Hemiunua s velikim nosom i prijatnim izrazom lica.

## Vanjske poveznice
|  | Zajednički poslužitelj ima još gradiva o temi Hemiunu |